# Фонтемоначи (Ријети)
Фонтемоначи је насеље у Италији у округу Ријети, региону Лацио.
Према процени из 2011. у насељу је живело 38 становника. Насеље се налази на надморској висини од 418 м.